# Brigitte Lesage
Pour les articles homonymes, voir Lesage.
Brigitte Lesage est une ancienne joueuse de volley-ball et de beach-volley française, née le 18 juin 1964 à Mulhouse, dans le Haut-Rhin. Elle mesure 1,92 m et jouait réceptionneuse-attaquante.

## Biographie
A la fin de sa carrière sportive, Brigitte Lesage a participé aux Jeux olympiques d'Atlanta en 1996 avec Anabelle Prawerman dans l'équipe de France de beach-volley. C'est la première fois que cette discipline est inscrite au programme olympique.
Brigitte Lesage est la fille de Bernard Lesage (1929-2016), ingénieur et industriel à Mulhouse, et de Charlotte Dirat (1934-2011).

## Palmarès
- Coupe des clubs Champions (1)
  - Vainqueur : 1988
  - Finaliste : 1986, 1987, 1989

- Championnat d'Italie (4)
  - Vainqueur : 1986, 1987, 1988, 1989

- Coppa Italia (1)
  - Vainqueur : 1987